# دهه ۹۸۰ (پیش از میلاد)
دهه ۹۸۰ (پیش از میلاد) ۹۸مین دهه قبل از مبدا شروع تقویم میلادی است.